# Walerian Krzeczunowicz
Walerian Krzeczunowicz herbu własnego (ur. 26 września 1790 w Stanisławowie, zm. 11 stycznia 1867 w Bołszowcach) – polski ziemianin, szlachcic, działacz społeczny, hodowca i rolnik, autor publikacji z zakresu hodowli.

## Życiorys
Ziemianin, odziedziczywszy dobra Sosnów, dzięki swoim predyspozycjom hodowlano-handlowym dorobił się fortuny i stał się właścicielem majątków: Bołszowce, Bouszów, Czernielów, Kozara, Żurawienko i Jaryczów pod Lwowem. W majątkach tych zdobywali wykształcenie gospodarcze liczni młodzi ziemianie. Walerian Krzeczunowicz organizował różnego rodzaju pokazy i wystawy rolnicze, był fundatorem szkół rolniczych i wzorowych gospodarstw wiejskich, a także zabiegał o utworzenie szkoły weterynaryjnej we Lwowie. Jest autorem m.in. broszur o pszczelarstwie, hodowli koni i jedwabników.
W 1842 roku złożył osobiście w Wiedniu na ręce kanclerza Metternicha projekt zniesienia pańszczyzny opracowany przez polskich galicyjskich ziemian, który został odrzucony. W latach 1843–1860 członek Stanów Galicyjskich.
Został członkiem pierwszej rady nadzorczej Towarzystwa Wzajemnych Ubezpieczeń w Krakowie od 1860 do 1864 od 1860. Członek założyciel (3 lipca 1845) i działacz Galicyjskiego Towarzystwa Gospodarskiego, członek jego Komitetu (7 lutego 1856 – 30 stycznia 1866).
Pochowany na Cmentarzu Łyczakowskim we Lwowie w rodzinnej Kaplicy Krzeczunowiczów.

### Prace Waleriana Krzeczunowicza
- Nauka chowu koni dla ludu wiejskiego, Lwów 1859
- Tablice obejmujące glówne prawidła hodowania drzew morwowych i prowadzenia chowu jedwabników, Lwów 1859.

## Życie prywatne
Walerian pochodził ze starej ormiańskiej rodziny od wieków osiadłej w Polsce i związanej ze Lwowem, której udokumentowane dzieje sięgały czasów założenia Stanisławowa w 1662. Był protoplastą nowej linii brzeżańsko-lwowskiej rodu Krzeczunowiczów (wcześniej istniała linia korszańska). Syn Jana Baptysty i Rypsyny z Rosco-Bogdanowiczów. Miał brata Krzysztofa, założyciela linii korszańskiej. W 1814 ożenił się z Joanną z Manugiewiczów. Ich synami byli Kornel (1815–1881) – ożeniony z Izabelą z Suchodolskich i Ignacy (ur. 1816, zm. jako kawaler), zaś córką Izydora (ur. 1819), żona Leona Suchodolskiego. Jego wnukiem był Aleksander (1863–1922), a prawnukiem Kornel (1894–1988). Praprawnukiem był Andrzej (1930–2020).